# Hubert Ingraham
Hubert Alexander Ingraham, född 4 augusti 1947 i Pine Ridge, Grand Bahama, är en bahamansk politiker. Han var Bahamas premiärminister 1992–2002 och 2007–2012.
 Han tillhör partiet Free National Movement (FNM).